# Majo no Takkyūbin (colonna sonora)
Majo no Takkyūbin Santora Ongaku-shū (魔女の宅急便 サントラ音楽集?) è la colonna sonora composta e arrangiata da Joe Hisaishi per il film d'animazione Kiki - Consegne a domicilio (魔女の宅急便 ?, Majo no takkyūbin), scritto e diretto da Hayao Miyazaki e realizzato dallo Studio Ghibli nel 1989.

## L'album
Joe Hisaishi volle dare alla colonna sonora un'impronta maggiormente europea, ispirandosi alla musica occidentale per lo stile e gli strumenti utilizzati (come ad esempio la fisarmonica). Le composizioni hanno un'impronta innocente per tutto il film, per poi risultare più sacrali nel momento in cui Kiki scopre il dipinto che Ursula ha fatto di lei.
Il film offre anche molti silenzi che consentono allo spettatore di interpretare liberamente l'umore delle scene, che tuttavia furono in gran parte cancellati nella versione inglese del 1997, riempiti da Paul Chihara che era responsabile dell'adattamento della musica, per raggiungere meglio il pubblico americano.

## Tracce
Tutte le tracce sono scritte da Joe Hisaishi, tranne ove indicato.
1. Hareta hi ni... (晴れた日に…?) – 2:16
2. Tabidachi (旅立ち?) – 2:53
3. Umi no mieru machi (海の見える街?) – 3:00
4. Sora tobu takkyūbin (空とぶ宅急便?) – 2:09
5. Pan-ya no tetsudai (パン屋の手伝い?) – 1:04
6. Shigoto hajime (仕事はじめ?) – 2:15
7. Migawari Jiji (身代りジジ?) – 2:46
8. Jefu (ジェフ?) – 2:30
9. Ōisogashi no kiki (大忙しのキキ?) – 1:17
10. Pāti ni maniawanai (パーティに間に合わない?) – 1:07
11. Osono-san no tanomi-ji… (オソノさんのたのみ事…?) – 3:01
12. Puropera jitensha (プロペラ自転車?) – 1:42
13. Tobenai! (とべない!?) – 0:46
14. Shōshin no kiki (傷心のキキ?) – 1:11
15. Urusura no koya e (ウルスラの小屋へ?) – 2:05
16. Shinpinaru e (神秘なる絵?) – 2:20
17. Bou-Hikō no jiyū no bōkengō (暴飛行の自由の冒険号?) – 1:06
18. Ojīsan no dekkiburashi (おじいさんのデッキブラシ?) – 1:59
19. Dekki burashi de randebū (デッキブラシでランデブー?) – 1:02
20. Rūju no dengon (ルージュの伝言?) – 1:45 (Masataka Matsutoya)
21. Yasashisa ni tsutsumareta nara (やさしさに包まれたなら?) – 3:09 (Yumi Arai)

Durata totale: 41:23